# 仁愛堂田家炳小學

仁愛堂田家炳小學校徽

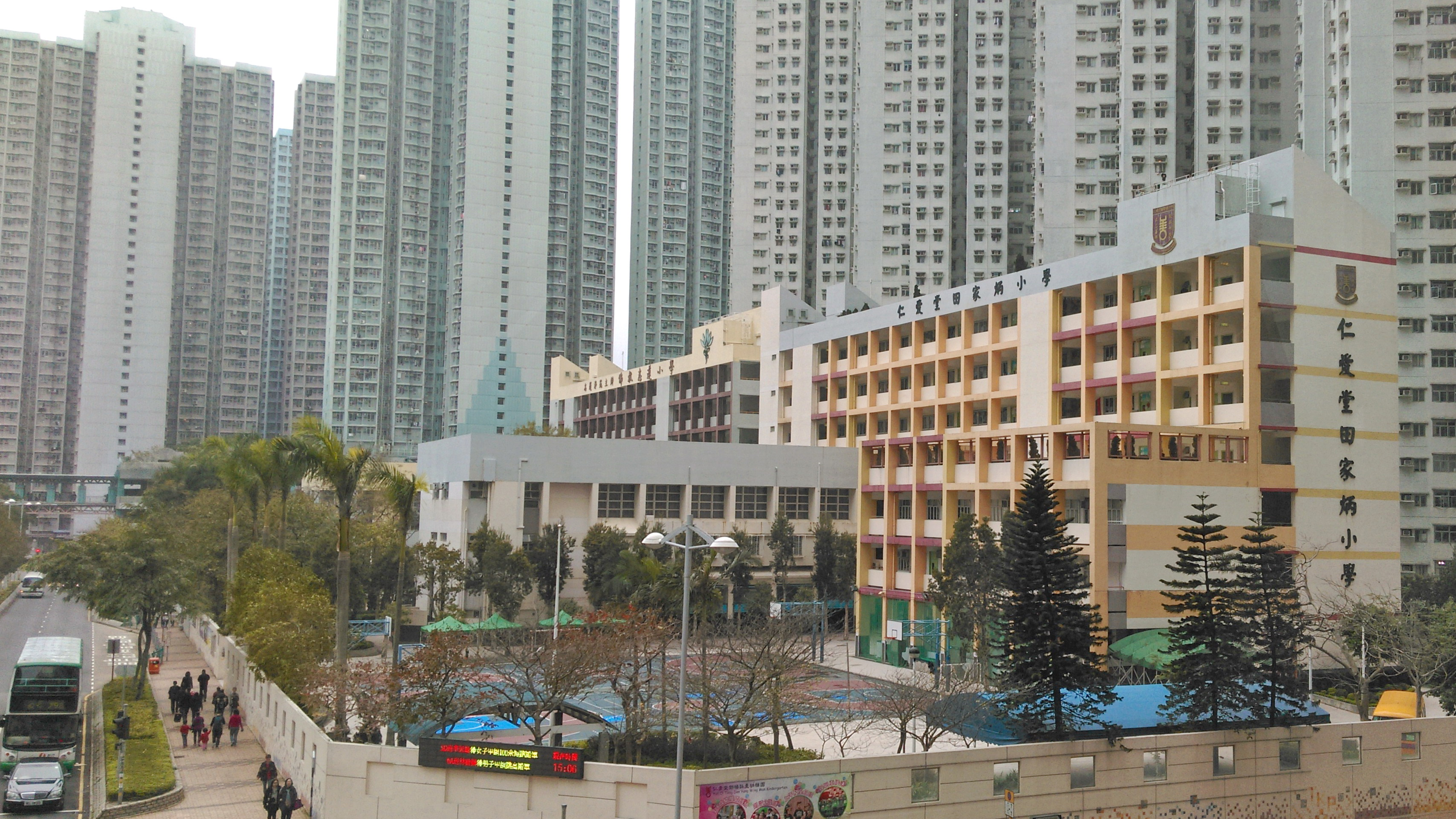
仁愛堂田家炳小學， 左方道路為唐俊街。

仁愛堂田家炳小學（英語：Yan Oi Tong Tin Ka Ping Primary School）是一所位於香港新界將軍澳新市鎮的小學，由仁愛堂於1999年創辦，全校共有30班，學生人數約1,000人，校監是田定先。

## 簡介
2007年8月1日新任校長鄔淑賢女士，曾於傳統名校聖保羅男女小學（麥當勞道）擔任校長達10年，她指曾見證多項教改政策，如小學從半日制改為全日制，及從津貼轉為直資的變化，她早前曾兼任教統局校外視學督學，熟悉教育制度及改革。鄔淑賢表示，未來仁愛堂田家炳小學的重點發展，是提升學生語文能力及老師接觸層面，並增加友校互訪學習。 
2013年9月1日鄔淑賢校長離開，由黃悅明博士處理業務。2014年，黃悅明博士建設冰曲棍球場，成為了全港首所建設冰曲棍球場的學校，並在暑假建設其他設施。

## 風化案
該校前校長蘇有恆，男性，因牽涉入一宗涉嫌非禮十多名女教師的風化案，需停職接受調查，於2007年4月正式辭職。東九龍總區重案組調查5個多月後，於2007年7月19日落案檢控蘇有恆13項非禮罪名，2007年7月25日在觀塘法院提堂，案件歷四年後最終脫罪。
校方聘鄔淑賢女士代替其職，2007年8月1日履新。 

## 鄰近
- 富康花園
- 將軍澳廣場
- 尚德邨
- 將軍澳中心
- 君傲灣
- 佛教志蓮小學
- 基督教宣道會宣基中學
- 仁濟醫院王華湘中學

## 著名/傑出校友
- 吳家鋒：香港男子田徑運動員、男子4X100米的香港紀錄保持者[4]

## 外部連結
- 打甩14女教師指控非禮罪 蘇有恆遭教局查失德 （页面存档备份，存于） 2011年8月19日 蘋果日報
- 仁愛堂田家炳小學官方網頁 （页面存档备份，存于）
- 仁愛堂田家炳小學地圖 （页面存档备份，存于）
- 接爛攤校長3招再造學校 學校捲非禮作弊以權謀私醜聞（明報 – 2011年5月18日星期三上午6:04）[永久]